# 奇想天外の本棚
奇想天外の本棚（きそうてんがいのほんだな）は、山口雅也が企画・刊行した海外ミステリ・SFのシリーズ。

## 刊行リスト
- アリバイ アガサ・クリスティー (原作), マイケル・モートン (脚本), 山口 雅也 (翻訳)  原書房《奇想天外の本棚》 2019/6/14
- 首のない女 クレイトン・ロースン (著), 山口雅也 (監修), 白須清美 (翻訳) 原書房《奇想天外の本棚》  2019/7/20
- 八人の招待客 Q・パトリック (著), 山口 雅也 (翻訳) 原書房《奇想天外の本棚》 2019/9/13
- 九人の偽聖者の密室 H・H・ホームズ (著), 白須清美 (翻訳), 山口雅也 (監修, 企画・原案)  国書刊行会(奇想天外の本棚)  2022/9/2
- Gストリング殺人事件 ジプシー・ローズ・リー (著), 柿沼瑛子 (翻訳), 山口雅也 (監修, 企画・原案) 国書刊行会(奇想天外の本棚)  2022/10/27
- 死体狂躁曲 パミラ・ブランチ (著), 小林晋 (翻訳), 山口雅也 (監修, 企画・原案) 国書刊行会(奇想天外の本棚)  2022/11/21
- 誰? アルジス・バドリス (著), 柿沼瑛子 (翻訳), 山口雅也 (監修, 企画・原案) 国書刊行会(奇想天外の本棚)  2022/12/27
- 恐ろしく奇妙な夜 ジョエル・タウンズリー・ロジャーズ (著), 夏来健次 (翻訳), 山口雅也 (監修, 企画・原案) 国書刊行会(奇想天外の本棚)  2023/1/26
- 濃霧は危険 クリスチアナ・ブランド (著), 宮脇裕子 (翻訳), 山口雅也 (監修, 企画・原案) 国書刊行会(奇想天外の本棚)  2023/2/25
- 吸血鬼ヴァーニー 或いは血の饗宴 (第1巻) ジェームズ・マルコム・ライマー (著), トマス・ペケット・プレスト (著), 三浦玲子 (翻訳), 森沢くみ子 (翻訳), 山口雅也 (監修, 企画・原案) 国書刊行会(奇想天外の本棚)  2023/3/27
- フランケンシュタインの工場 エドワード・D・ホック (著), 宮澤洋司 (翻訳), 山口雅也 (監修, 企画・原案) 国書刊行会(奇想天外の本棚)  2023/5/27
- 五つの箱の死 カーター・ディクスン (著), 白須清美 (翻訳), 山口雅也 (監修, 企画・原案) 国書刊行会(奇想天外の本棚) 2023/6/25
- 九番目の招待客 オーエン・デイヴィス (著), 白須清美 (翻訳), 山口雅也 (監修, 企画・原案) 国書刊行会(奇想天外の本棚) 2023/9/25